# 楽田城

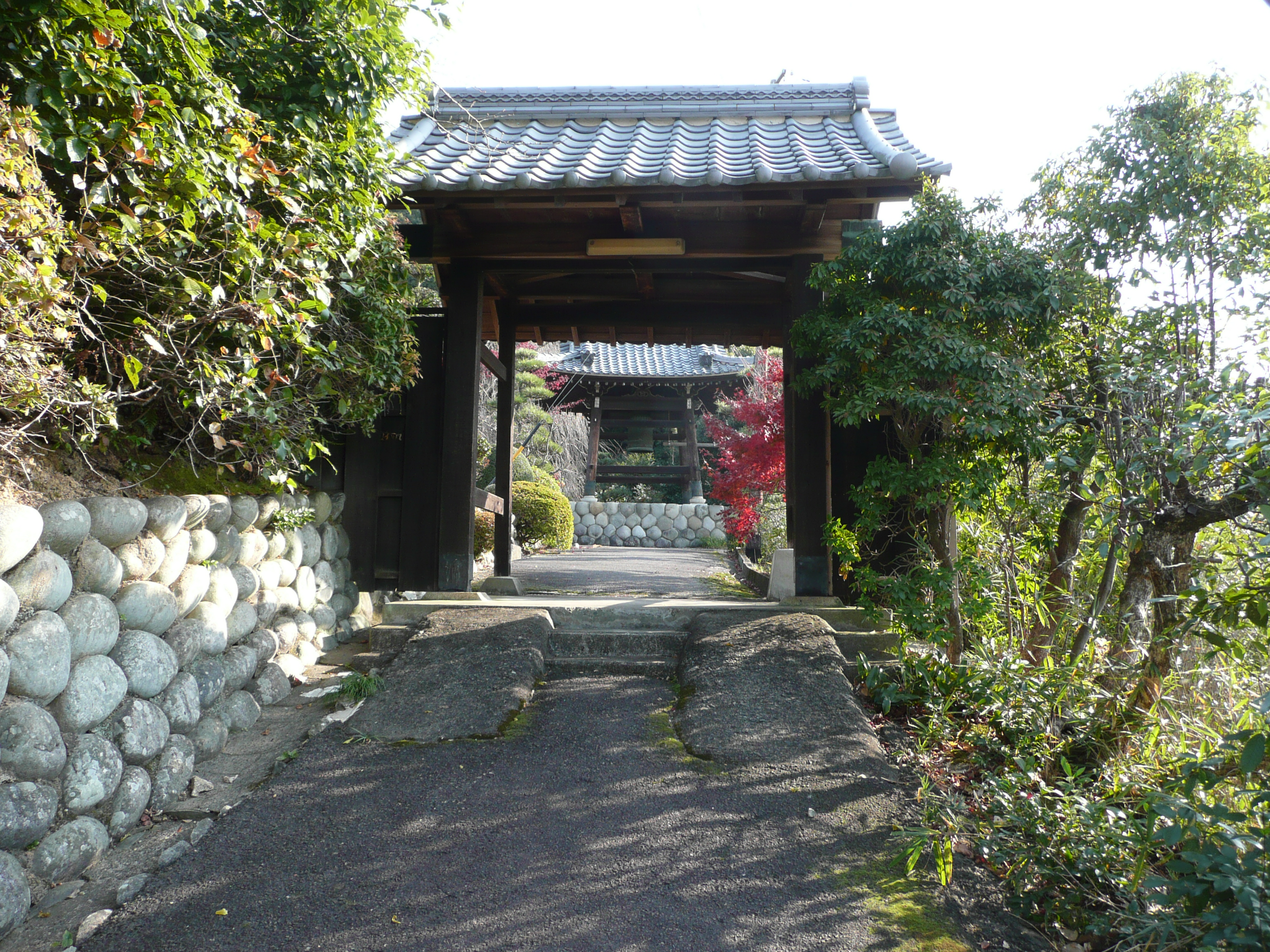
常福寺山門（伝楽田城裏門）

楽田城（がくでんじょう）は、尾張国丹羽郡楽田（現愛知県犬山市楽田）にあった日本の城。

## 概要
楽田の地は濃尾平野の東部、犬山の南・小牧の北に立地し、尾張の中心部と信濃の木曽を結ぶ木曽街道が通る近辺にあった。平城。現在ほとんど遺構は残っていないが、「天守」に当たる建築物を建てたとの記述が歴史文献にある城としては最も古いとされる。

## 歴史
永正年間に尾張守護代であった織田久長が築城したと伝わる。以後は楽田織田氏の居城となったが、織田寛貞（織田忠寛の父）の代に、永禄初年に尾張で最大勢力となった織田家末流の織田信長についた犬山城主織田信清に攻略され、信清の出城となった。ところがまもなく永禄5年（1562年）に信清は信長に離反したために犬山城を追われ、楽田城は信長の武将・坂井政尚が守備した。しかし坂井氏は長男の久蔵尚恒が元亀元年（1570年）7月の姉川の戦いで討死、さらに政尚自身も同年12月に近江国滋賀郡堅田（現在の大津市堅田）で戦死したともあり、楽田城には梶川高盛が入って城主となった。
その後小牧・長久手の戦いで前線基地となり、羽柴秀吉（後の豊臣秀吉）の部将であった堀秀政が入り、さらに秀吉自身も陣所としたという。戦後、楽田城は廃城となった。

## 文献上最も古い「天守」の記述
小瀬甫庵の『遺老物語（おきなものがたり）』巻八「永禄以来出来初之事」によると永禄元年（1558年）に楽田城中に高さ5メートルほどの壇を築き、その上に二階櫓を構築して中では神仏を祀り、それを殿守（でんしゅ、天守に音が通じる）と呼んだという。楽田城の殿守以前には、1521年の伊丹城、永禄年間には、大和国でも松永久秀が多聞山城や信貴山城で四階造りの櫓を構築したという記録があるが、殿守（天守）とよんだ高層建築が文献上に現れる城としては最も古いとされる。
当時、尾張を支配していた織田信長は、永禄6年（1563年）に居城とした小牧山城（『武功夜話』による）、さらに永禄10年（1567年）に居城とした岐阜城のいずれにも天守に相当するものを築き、さらに天正3年（1575年）から築城した安土城の中央に築いた5層7階の楼閣には天主と命名していることなどからも、天守という名称が尾張から生まれたと考えている学者もいるが、安土城や岐阜城の天主を建てた織田信長と楽田城の殿守から、建築の意匠的なセンスが織田氏の血脈としてあったのではないかと西ヶ谷恭弘は言う。また、起伏の少ない濃尾平野では、16世紀半ばまでの他の地域のように山城を築くことが困難であったために平城が発達し、同時に遠方を観測するための櫓が必要となり、こうした背景から天守のような高層建築が発生することとなったと考えられている（天守の起源に関する詳細は、天守を参照のこと）。

## 遺構
遺構は大正年間まではある程度残っていたが、犬山市立楽田小学校の用地となって徐々に失われ、昭和55年（1980年）には天守台跡も運動場とするために撤去されている。現在では天守台跡から建造物としては移築した碑と土塁がわずかに残る。
裏門が楽田城の東方にある常福寺（犬山市北大門）に移築され、山門として利用されていると伝えられるが、定かではない。

## 交通手段
- 名鉄小牧線 楽田駅から南へ徒歩で約5分。